# Elacomia trusmadiana
Elacomia trusmadiana là một loài bọ cánh cứng trong họ Cerambycidae.